# Nová Ľubovňa
Nová Ľubovňa (Hongaars: Újlubló) is een Slowaakse gemeente in de regio Prešov, en maakt deel uit van het district Stará Ľubovňa.
Nová Ľubovňa telt 2.917 inwoners.